# Cisco-certificering
Cisco certificering eller Cisco Career Certifications er IT professionelle certificeringer indenfor Cisco Systems’s produkt portefølje.
Certificeringerne retter sig mod it-folk, som arbejder med datanet og anvendelser, som kræver tæt tilknytning til datanet:
- Anvendelser: internet, ip-telefoni, trådløst datanet, Storage Area Network, Domain Name System, triple play, MPLS, VPN.
- Udstyr: netudstyr; netværksswitch, multilayer switch, router, firewall.
- Andre datanet udtryk: WAN, LAN, WLAN, datapakke, protokol, datastrøm.

Testene er administreret af Pearson VUE. Da Cisco startede deres certificerings program var der kun et niveau, Expert! Men da det viste sig at expert certificeringen ville være for omfattende for størstedelen af de netværksprofessionelle er der senere kommet 3 niveauer. De 3 niveauer af certificeringer er: Associate, Professional, and Expert.

## Grund Certificering

### Cisco Certified Entry Networking Technician (CCENT)
Cisco Certified Entry Networking Technician (CCENT) er en begynder certificering som det første trin til at opnå en Associate certificering som CCNA eller CCDA. CCENT dækker grund viden indenfor netværk. CCENT består af en eksamen:
- 640-822 ICND1: Interconnecting Cisco Networking Devices Part 1 (ICND1) [1]

## Associate certificering
Associate niveauet henvender sig primært til nye i netværksbranchen. Associate certificeringerne giver en rigtig god grunduddannelse hvor man lærer lidt om at stortset alle ting indenfor netværk. Flere af de nyere it uddannelser kan kombineres med en CCNA certificering via Cisco Networking Acadamy. CCDA og CCNA henvender sig primært til IT professionelle der arbejder lidt med netværk, som fx IT-supportere og systemadministratorer.

### Cisco Certified Network Associate (CCNA)
CCNA er den første certificering i netværks linjen, men samtidig anses den også for at være grundstenen til alle andre linjer. CCNA eksamen omhandler OSI modellen med fokus på de 4 nederste lag. På lag 2 er det switching, vlans, trunking og etherchannels; på lag 3 er det routnings protokoller som OSPF, EIGRP, RIPv2 og BGP og emner som IPv4 subneting, NAT og IPv6.
Certificeringen kan opnås ved enten at bestå CCENT eksamen og:
- 640-816 ICND2: Interconnecting Cisco Networking Devices Part 2 (ICND2) [2]

Eller 1 samlet eksamen 
- CCNA 640-802: CCNA[3]

Fordelen ved at vælge de opdelte eksamener er at man har mulighed for at koncentrere sig om mindre antal emner per eksamen.
Certificeringen er gyldig i 3 år. For at forny sin certificering skal man enten bestå CCNA eksamener igen eller tage en eksamen af højere niveau. (Fx CCNP) eller CCIE. I skrivende stud er enhver 642-xxx eksamen gyldig som recertificering.
Eksamenerne er multiple choice og koster ca. $125 USD.
.

### Cisco Certified Design Associate (CCDA)
CCDA certificeringen er en den første certificering i design linjen. CCDA er mere projektleder orienteret end teknisk, dog betyder det ikke at dette er et let eksamen. Her er der lagt vægt på PDIOO modellen og IP subneting. For at blive CCDA skal du have en gyldig CCNA og bestå:
- 640-863 DESGN: Designing for Cisco Internetwork Solutions (DESGN) [6]

## Professional certificering
Cisco Professional certificeringerne giver kandidater muligheder for at vælge en hovedlinje og gå i dybden med den. De henvender sig primært til IT professionelle der arbejder med Cisco produkter i dagligdagen, fx netværksadministratorer og IT konsulenter.

### Cisco Certified Network Professional (CCNP)
CCNP er Ciscos niveau 2 certificering indenfor mellemstørrelse netværk. Den henvender sig mest til firma professionelle og indeholder emner som QoS, Routing, Switching og VPNs. Routnings-eksamen (BSCI) går i dybden med BGP, RIP, IS-IS, EIGRP, IGRP, OSPF og berører OSPFv3 og RIPng ganske kort. Switching-eksamen (BSMSN) går i dybden med VLANs, VTP, Trunking, EtherChannels, Port-Security, 802.1x, private VLANs og Spanning-Tree. WAN-eksamen (ISCW) går i dybden med emner som PPPoA, PPPoE, xDSL og sikkerhedsemner som IPsec VPN, CBAC firewall, IDS og AAA. QOS-eksamen (ONT) går i primært i dybden med DiffServ QoS, men berør og emner som Wireless og VoIP.
For at opnå CCNP certificering skal man have en gyldig CCNA certificering og bestå 4 eksamener:
- 642-901 BSCI: Building Scalable Cisco Internetworks (BSCI)[7]
- 642-812 BCMSN: Building Cisco Multilayer Switched Networks (BCMSN)[8]
- 642-825 ISCW: Implementing Secure Converged Wide Area Networks (ISCW)[9]
- 642-845 ONT: Optimizing Converged Cisco Networks (ONT)[10]

BSCI og BCMSN kan tages som en samlet test:
- 642-892 Composite:[11]

Certificeringen er gyldig i 3 år og kan fornyes ved at bestå en 642-xxx eksamen eller en CCIE eller CCDE eksamen.

### Cisco Certified Design Professional (CCDP)
CCDP er Ciscos niveau 2 certificering indenfor design linjen. For at opnå CCDP certificeringen skal man have en gyldig CCNA certificering og en gyldig CCDA certificering og bestå 3 eksamener:
- 642-901 BSCI: Building Scalable Cisco Internetworks (BSCI)[7]
- 642-812 BCMSN: Building Cisco Multilayer Switched Networks (BCMSN)[8]
- 642-873 ARCH: Designing Cisco Network Service Architecture (ARCH) [12]

Certificeringen er gyldig i 3 år og kan fornyes ved at bestå en 642-xxx eksamen eller en CCIE eller CCDE eksamen.

### Cisco Certified Internetwork Professional (CCIP)
CCIP er Ciscos niveau 2 certificering indenfor udbyder(service provider) linjen. CCIP indeholder eksamens emner som BGP, QoS og MPLS. Routnings-eksamen (BSCI) går i dybden med BGP, RIP, IS-IS, EIGRP, IGRP, OSPF og berører OSPFv3 og RIPng ganske kort. MPLS-eksamen omhandler kun MPLS, MPLS VPN og MPLS traffic engineering. QoS-eksamen omhandler QoS på routere og switche i forbindelse med VoIP. BGP-eksamen omhandler BGP i singlehomed og multihomed setup, samt en grund forståelse af Internettets opbygning.
For at opnå CCIP certificeringen skal man have en gyldig CCNA certificering og bestå 4 eksamener:
- 642-901 BSCI: Building Scalable Cisco Internetworks (BSCI)[7]
- 642-642 QOS: Implementing Cisco Quality of Service (QoS)[13]
- 642-661 BGP: Configuring BGP on Cisco Routers (BGP)[14]
- 642-611 MPLS: Implementing Cisco MPLS (MPLS)[15]

Certificeringen er gyldig i 3 år og kan fornyes ved at bestå en 642-xxx eksamen eller en CCIE eller CCDE eksamen.

### Cisco Certified Security Professional (CCSP)
CCSP er certificering i Cisco's sikkerhedsprodukter. Pensum indeholder emner som IDS/IPS, VPN, PIX, ASA, IOS sikkerhed, MARS, NAC og CSA. For at opnå certificering skal man have en gyldig CCNA certificering og bestå 4 grund eksamener og 1 valgfri:
Obligatoriske grundeksamener:
- 642-552 SND: Securing Cisco Network Devices (SND)[16]
- 642-503 SNRS: Securing Networks with Cisco Routers and Switches (SNRS)[17]
- 642-523 SNPA: Securing Networks with PIX and ASA (SNPA)[18]
- 642-533 IPS: Implementing Cisco Intrusion Prevention System (IPS)[19]

Valgfri eksamener (1 skal bestås):
- 642-513 HIPS: Securing Hosts Using Cisco Security Agent (HIPS)[20]
- 642-591 CANAC: Implementing Cisco NAC Appliance (CANAC)[21]
- 642-544 MARS: Implementing Cisco Security Monitoring, Analysis and Response System (MARS)[22]

Certificeringen er gyldig i 3 år og kan fornyes ved at bestå en 642-xxx eksamen eller en CCIE eller CCDE eksamen.

### Cisco Certified Voice Professional (CCVP)
CCVP er certificering i Cisco's IP telefoni/VoIP produkter. Der er 2 linjer indenfor CCVP Cisco Unified Communications Manager og Cisco Unified CallManager. Hver linje har sine eksamener.
Cisco Unified Communications Manager 
- 642-436 CVOICE: Cisco Voice over IP (CVOICE 6.0)[23]
- 642-446 CIPT1: Implementing Cisco Unified Communications Manager Part 1 (CIPT1 v6.0)[24]
- 642-642 QoS: Quality of Service (QoS)[25]
- 642-456 CIPT2: Implementing Cisco Unified Communications Manager Part 2 (CIPT2 v6.0)[26]
- 642-426 TUC: Troubleshooting Cisco Unified Communications Systems (TUC v1.0)[27]

Cisco Unified CallManager 
- 642-642 QoS: Quality of Service (QoS v2.2)[25]
- 642-436 CVOICE: Cisco Voice over IP (CVOICE v6.0)[23]
- 642-426 TUC: Troubleshooting Cisco Unified Communications Systems (TUC v1.0)[27]
- 642-444 CIPT: 4.1: Cisco IP Telephony[28]
- 642-453 GWGK: Implementing Cisco Voice Gateways and Gatekeepers (GWGK)[29]

CCVP er nogen af de certificerede der har været i højest kurs i Danmark i 2007.
Certificeringen er gyldig i 3 år og kan fornyes ved at bestå en 642-xxx eksamen eller en CCIE eller CCDE eksamen.

## Expert certificering
Cisco Certified Internetwork Expert (CCIE) certificeringen har igennem de sidste 15 år været den certificering der har sat standarden for certificeringer i IT branchen. Certificeringerne henvender sig primært til IT professionelle der arbejder med Cisco og ønsker at være expert indenfor området.
Cisco startede deres CCIE program i 1993 .
Der er i dag 6 CCIE linjer: 
- CCIE Routing & Switching
- CCIE Security
- CCIE Voice
- CCIE Service Provider
- CCIE Storage
- CCDE Design

CCIE certificeringen har i mange år været kendt som den største certificering indenfor netværk. Cisco's stærke markedsposition har givet dem en mulighed for at været med til at sætte standarderne for internetværks kommunikation igennem de sidste 20 år. Dette har også gjort at selv om CCIE er en producent orienteret certificering er den samtidig meget dyb og anerkendt af andre producenter i branchen. CCIE blev fra 2002 til 2005 kåret som Årets IT certificering. I 2006 blev CCIE kun nummer 6, men ikke fordi den ikke stadig er den mest respekterede certificering, men fordi det høje niveau gjorde at den ikke henvendte sig til så mange kandidater. Den blev også kåret som den mest tekniske certificering i 2003.
Per d. 14. november 2007 var der 15658 CCIE certificerede på verdensplan (61 i Danmark) fordelt således:
- 14329 CCIE Routing & Switching
- 1207 CCIE Security
- 650 CCIE Service Provider
- 601 CCIE Voice
- 99 CCIE Storage
- 0 CCDE Design

Mindre end 3% af de Cisco certificerede opnår en CCIE certificering. I gennemsnit bruger en kandidat mange tusind kroner og ca. 18 måneders studier før de består. 
CCIE består af 2 eksamener. I modsætning til alle andre Cisco certificeringer kræver CCIE ikke at man har en CCNA eller anden eksamen inden man kaster sig ud i en CCIE eksamen.

De 2 eksamener er delt op i en skriftlig eksamen og en praktisk eksamen.

De 6 linjer har flg. skriftlige eksamener:
- 350-001 CCIE Routing and Switching Written Exam[32]
- 350-018 CCIE Security Written Exam Exam[33]
- 350-029 CCIE Service Provider Written Exam [34]
- 350-030 CCIE Voice Written Exam[35]
- 350-040 CCIE Storage Networking Written Exam [36]
- 350-XXX CCDE Written Exam (Beta) [37]

Hver skriftlig eksamen består af 100 multiple choice spørgsmål der skal besvares på 2 timer. (Hvis du ikke har engelsk som modersmål får du tildelt ekstra tid, normalt ca. 20 min.) Eksamen koster ca. $300 USD.
Når man har bestået en skriftlig eksamen har man 18 måneder til at forsøge første praktiske eksamen (lab), og 3 år til at bestå inden man igen skal tage en skriftlig eksamen.
Den praktiske LAB eksamen kan tages 10 steder i verden Bangalore; Beijing; Brussels; Dubai; Hong Kong; Research Triangle Park, NC; San Jose, CA; São Paulo; Sydney; og Tokyo. Bemærk at skulle man finde det interessant at tage eksamen i Tokyo så er keyboardet japansk. Eksamen er en 8 timers praktisk LAB eksamen der giver kandidaten mulighed for at vise at han/hun ikke kun forstå teorien men også kan bruge det i praktis. Ca. 70% af alle kandidater dumper deres første LAB forsøg. I gennemsnit består en kandidat efter 2.9 eksamen. Hver LAB eksamen forsøg koster $1400 USD plus evt. rejseudgifter til eksamens stedet. Cisco opgjorde i 2006 at en CCIE kandidat i gennemsnit bruger $9000 USD på at opnå en CCIE certificering..

### CCIE Numre
Når man har bestået sin første praktiske eksamen bliver man tildelt et CCIE nummer. Det første nummer der blev givet var 1024 og blev givet til lokalet hvor de første eksamener kunne tages. 1025 blev givet til Stuart Biggs som var manden bag den første skriftlige og praktiske eksamen. Den første som bestod en CCIE og ikke var ansat af Cisco var Terrance Slattery som fik CCIE #1026.
Selvom man skulle bestå flere eksaminer har man kun 1 CCIE nummer.

### CCIE Pensum
Pensum for CCIE Routing & Swtiching eksamen kan ses her:
Pensum for CCIE Security eksamen kan ses her:
Pensum for CCIE Service Provider eksamen kan ses her:
Pensum for CCIE Voice eksamen kan ses her:
Pensum for CCIE Storage Networking eksamen kan ses her:
Den praktiske CCDE eksamen er i øjeblikket ved at blive udarbejdet.